# زبان‌های آندامانی بزرگ
زبان‌های آندامانی بزرگ یک خانواده زبانی تقریباً منقرض‌شده هستند که پیشتر مردم آندامانی بزرگ جزایر آندامان (هند) در اقیانوس هند بدان سخن می‌گفتند. آخرین گویشور روان این زبان‌ها، که کریولی بر پایه آکا-جرو بود، در سال ۲۰۰۹ درگذشت. با این حال، هنوز هم گویشوران یک گونه کوینه از آندامانی بزرگ به نام آکا-جرو وجود دارند.

## زبان‌ها
زبان‌های آندامانی شامل:
- جنوبی
  - آکا-بیا یا بیا (†)
  - آکار-باله یا باله (†)
- مرکزی
  - آکا-کده یا کده (†)
  - آکا-کول یا کول (†)
  - اوکو-جووی یا جووی (†)
  - آ-پوچیکوار یا پوچیکوار (†)
- شمالی
  - آکا-چاری یا چاری (†)
  - آکا-کورا یا کورا (†)
  - آکا-جرو یا جرو (†)
  - آکا-بو یا بو (†)

## جمعیت
جمعیت این زبان‌ها در سرشماری‌های سال‌های ۱۹۰۱ و ۱۹۹۴ به شرح زیر بود:
سرشماری سال ۱۹۰۱
آکا-چاری: ۳۹
آکا-کورا: ۹۶
آکا-بو: ۴۸
آکا-جرو: ۲۱۸
آکا-کده: ۵۹
آکا-کول: ۱۱
اوکا-جووی: ۴۸
آکا-پوچیکوار: ۵۰
آکا-باله: ۱۹
آکا- بیا: ۳۷
سرشماری سال ۱۹۹۴
آکا-جرو: ۱۹
آکا بو: ۱۵
آکا-چاری: ۲
(محلی: ۴)

## نمونه‌ها
شعر زیر به زبان آکا-بیا توسط یک رئیس قبیله به نام جامبو، پس از آزادی از شش ماه حبس به جرم قتل، سروده شده‌است:
ngô:do kûk l'àrtâ:lagî:ka,
mō:ro el:ma kâ igbâ:dàla
mō:ro el:mo lê aden:yarà
pō:-tōt läh.
به معنای:
تو از قلب غمگین هنر هستی
از آنجا به سطح آسمان نگاه می‌کنم
به موج‌های سطح آسمان نگاه می‌کنم
و به نیزه بامبو تکیه می‌زنم
به عنوان نمونه‌ای دیگر، بخشی از اسطوره آفرینش در اوکو-جووی، که یادآور پرومته است، آمده‌است:
Kuro-t'on-mik-a Mom Mirit-la, Bilik l'ôkô-ema-t, peakar at-lo top-chike at laiche Lech-lin a, kotik a ôko-kodak-chine at-lo Karat-tatak-emi-in.
ترجمه:
آقای کبوتر، درحالی که خدا خواب بود، یک چوب آتشین را در کورو-تئون-میکا دزدید. او آن چوب را به آخرین لچ داد و او با آن کارات-تاتاک-امی را آتش زد.